# Mimesa bruxellensis
Mimesa bruxellensis  (лат.) — вид песочных ос (Crabronidae) рода Mimesa из подсемейства Pemphredoninae.

## Распространение
Европа (в том числе, Бельгия, Великобритания, Германия, Россия, Украина, Франция, Эстония). Казахстан.

## Описание
Мелкие осы (самки — 7,5—10 мм, самцы — 6,5—9 мм), гнездящиеся в почве. Брюшко со стебельком: 2-й тергит и вершина 1-го — красные. Мандибулы, голова, голени и грудь самки — чёрные (лапки — рыжеватые). Клипеус спереди 4-хлопастный. Лицо покрыто серебристым прилегающим опушением. Мезоплевры сверху матовые, продольно-морщинистые. Пигидиальное поле широкое. Передние голени и лапки самца — беловатые. Переднее крыло с 3 субмаргинальными ячейками. Усиковые ямки отделены от наличника и расположены около середины лица. Голени средних ног несут одну шпору. Усики самца 13-члениковые, самки — 12-члениковые. Нижнечелюстные щупики состоят из 6 члеников, а нижнегубные — из 4. Охотятся на равнокрылых (Homoptera) из группы цикадовых Auchenorrhyncha.